# Torsten Schmidt
Torsten Schmidt (Bad Neuenahr-Ahrweiler, Renània-Palatinat, 18 de febrer de 1972) va ser un ciclista alemany que combina la pista amb la carretera. Va guanyar una medalla de plata als Campionats del món de persecució per equips.
Un cop retirat, ha dirigit diferents equips ciclistes i és un dels actual directors esportius del Team Katusha Alpecin.

## Palmarès en pista
- 1988
  -  Campió d'Alemanya amateur en Persecució per equips (amb Holger Stach, Andreas Beikirch i Lars Teutenberg)
- 1992
  -  Campió d'Alemanya amateur en Madison (amb Andreas Beikirch)

## Palmarès en ruta
- 1992
  - Vencedor d'una etapa al Tour DuPont
  - Vencedor d'una etapa a l'Olympia's Tour
  - Vencedor d'una etapa al Tour d'Hainaut
- 1993
  - 1r al Tour de Normandia i vencedor d'una etapa
- 1994
  - 1r a la Volta a Colònia amateur
- 1998
  - 1r al Rund um Düren
  - Vencedor d'una etapa a la Volta a la Baixa Saxònia
  - Vencedor d'una etapa a la Volta a Renània-Palatinat
- 1999
  - 1r a la Ruta Adélie de Vitré
  - 1r a la Volta a la Baixa Saxònia i vencedor d'una etapa
  - Vencedor d'una etapa a la Volta a l'Argentina
  - Vencedor d'una etapa a la Volta a Hessen
- 2000
  - 1r a la Volta a la Baixa Saxònia i vencedor d'una etapa
  - 1r al Gran Premi EnBW (amb Michael Rich)
- 2001
  - Vencedor d'una etapa a la Volta a Hessen
  - Vencedor d'una etapa a la Volta a Renània-Palatinat
- 2004
  - Vencedor d'una etapa a la Volta a Renània-Palatinat
- 2006
  - Vencedor d'una etapa a la Cursa de la Pau

### Resultats al Tour de França
- 1997. 136è de la Classificació general
- 2003. Abandona (13a etapa)

### Resultats al Giro d'Itàlia
- 2002. Abandona (7a etapa)

### Resultats a la Volta a Espanya
- 2005. Abandona (6a etapa)